# Maria Ballvé Aguiló
Maria Ballvé Aguiló (Reus, 14 de juny de 1879 - 1969) fou una professora i erudita reusenca, directora de l'Escola Normal d'Alacant, precursora del moviment feminista.
Va néixer en una família dedicada a la docència, el seu pare era professor d'ensenyament secundari a Reus i el seu oncle, músic, es dedicava a l'ensenyament musical. Estudià batxillerat a l'institut de Reus i Magisteri a l'Escola Normal de Tarragona i amplià estudis a l'Escola superior de Mestres de Madrid, on s'especialitzà en la docència de matemàtiques i geometria. Als 21 anys ja era llicenciada; va obtenir la plaça de numerària per oposició al 1905 i fins al 1907 va treballar a l'Escola Normal de Badajoz. Tot seguit es va traslladar a Alacant, on va exercir la major part de la seva vida laboral a l'escola Normal de mestres.
Va conèixer els plantejaments de l'escola Moderna i de la Institución Libre de Enseñanza, i la innovació educativa la va portar a reivindicar noves formes per a les escoles de magisteri, que podrien ser un instrument eficaç per propiciar un canvi ideològic, ja que d'allí en sortirien els formadors de la joventut. Durant tot aquest temps va publicar dotzenes d'articles als diaris i a les publicacions professionals, escrivia articles científics, feia conferències i altres activitats, sempre mostrant una gran erudició i cultura. Va destacar també en la reivindicació de les dones per a exercir qualsevol ocupació, indicant que tenien els mateixos drets i les mateixes capacitats que els homes, i que podien tenir un paper actiu a la societat. El 1927 va ser nomenada directora de l'Escola Normal d'Alacant, i va gestionar el trasllat d'aquell centre a una nova seu. Un cop fusionades les dues escoles Normals, femenina i masculina, Ballvé en continuà sent la directora, almenys al principi, perquè ben aviat va ser substituïda per un director.
Durant la guerra civil, aquella Escola Normal va funcionar de manera intermitent, ella, com altres professors, fou depurada i expulsada de la docència. El curs 1939-1940 fou restituïda i nomenada directora de l'Escola (femenina) Normal de Mestres San José de Calasanz, en un ambient completament diferent, que aviat la va decebre. En retirar-se va tornar a Reus el 1950, on va restar fins a la mort. La seva ciutat li ha dedicat un carrer